# Kaestneria pullata
Kaestneria pullata là một loài nhện trong họ Linyphiidae. Chúng được Octavius Pickard-Cambridge miêu tả năm 1863.